# エドウィン・O・ライシャワー日本研究所
エドウィン・O・ライシャワー日本研究所（Edwin O. Reischauer Institute of Japanese Studies、略：RIJS）は、1973年に創立された、ハーバード大学の日本研究所である。大学内外において、学術的あるいは一般的な日本への関心を深めるための世界的な拠点のひとつとなっている。
大学内においては、日本研究者の学際的研究を奨励し、また異なる学部や他の研究所と日本研究課題についての連携を推進し、さらに講演、学会、シンポジアム、展覧会、映画上映など通じて、大学を超えて積極的な意見交換の場を提供している。
所長は経験を積んだ教授から選ばれ、一般的に3年を任期とする。

## 沿革
RIJS は、1973年に日本研究所（The Japan Institute）という名称で 、日本、東アジアを専門とする歴史学者であり、1961年-1966年に米国駐在大使であったエドウィン・O・ライシャワーによって設立される。
1985年、日本研究所はライシャワーの引退を機に現名称に改められた。
1997年以降、ハーバード大学アジアセンター（AI）の研究所のひとつとして、AIやその他の関連研究所（韓国研究所、フェアバンク東アジア研究センターなど）と密に連携して活動している。
2005年から政府国際研究センター（Center for Government and International Studies）の南ビルディング2階部分に研究所を構える。
2011年の東日本大震災に関連する情報を集約するため「2011年東日本大震災デジタルアーカイブ」を開設した。情報はアーカイブ内への記録ではなくリンクを張る形式であり、個人でも震災関連の情報を登録することが出来る。

## 出版物
前記のアジアセンターとともに、ハーバード東アジアモノグラフシリーズとして学術出版をしており、その数は283冊で、そのうち約半分が日本関連となっている。